# Alfred O.P. Nicholson
Alfred Osborn Pope Nicholson, född 31 augusti 1808 i Williamson County, Tennessee, död 23 mars 1876 i Columbia, Tennessee, var en amerikansk demokratisk politiker och jurist. Han representerade delstaten Tennessee i USA:s senat 1840-1842 och 1859-1861.

## Biografi
Nicholson utexaminerades 1827 från University of North Carolina at Chapel Hill. Han studerade därefter juridik och inledde 1831 sin karriär som advokat i Columbia, Tennessee.
Senator Felix Grundy avled 1840 i ämbetet och Nicholson utnämndes till senaten fram till februari 1842. Han var senator på nytt strax innan amerikanska inbördeskriget bröt ut. Nicholsons kollega Andrew Johnson fick behålla sitt mandat i senaten trots Tennessees utträde ur USA 1861, eftersom han var emot utträdet. Nicholson däremot var för utträdet och var tvungen att mista sin status som senator. Vid det laget hade han upphört att delta i senatens verksamhet men hade inte heller lämnat in sin avskedsansökan.
Nicholson var chefsdomare i Tennessees högsta domstol 1870-1876. Hans grav finns på Rose Hill Cemetery i Columbia, Tennessee.